# Guatteria stipitata
Guatteria stipitata este o specie de plante angiosperme din genul Guatteria, familia Annonaceae, descrisă de Robert Elias Fries. Conform Catalogue of Life specia Guatteria stipitata nu are subspecii cunoscute.